# Francesco Simonetti
Francesco Simonetti (Lecco, 15 ottobre 1906 – Bergamo, 11 aprile 1956) è stato un allenatore di calcio e calciatore italiano, di ruolo centrocampista.

## Caratteristiche tecniche
Era un giocatore duttile utilizzato prima come attaccante, poi come centrocampista ed al termine della carriera come terzino sinistro.

## Carriera

### Giocatore
Cresce tra le file della Bergamasca per passare, dopo la fusione della società con l'Atalanta, all'A.L.P.E. di Bergamo.
Le cronache di allora riportano quindi un suo passaggio al Falco Albino, da cui viene prelevato dall'Atalanta.
Con i neroazzurri debutta in prima squadra diventandone presto un elemento irremovibile, tanto da diventarne capitano e bandiera: in tredici campionati colleziona complessivamente 239 presenze e 10 reti, 221 delle quali in seguito all'istituzione del campionato a girone unico.
Sbaglia un calcio di rigore nella partita finale della stagione 1936-1937, che consente ai nerazzurri di conquistare la prima storica promozione in Serie A della loro storia (pur avendo teoricamente già giocato in prima divisione quando ancora la Serie A non esisteva).

### Allenatore
Sul finire della carriera di giocatore comincia ad intraprendere quella di allenatore, guidando le giovanili neroazzurre. Nella stagione 1953-1954, coadiuvato da Luigi Tentorio, viene promosso alla guida della prima squadra in sostituzione di Luigi Ferrero, terminando il suo compito alla fine del campionato.
Muore a Bergamo dopo un paio di anni, l'11 aprile 1956.

## Palmarès

### Club

#### Competizioni nazionali
- Prima Divisione: 1

Atalanta: 1927-1928
- Serie B: 1

Atalanta: 1939-1940